# Truckfighters
Truckfighters är ett svenskt stonerrockband från Örebro som grundades 2001.  
År 2003 medverkade bandet på en delad LP med det lokala bandet Firestone. År 2005 gavs deras första fullängdsalbum Gravity X ut via två skivbolag, MeteorCity Records och Fuzzorama Records. Deras andra album, Phi, gavs ut 2007 under Poison Tree Records i USA och Fuzzorama i övriga delar av världen. Albumet Mania som kom 2009 lutar mer åt progressiv modern rock. Genom åren har Truckfighters skiftat från stonerrock till en mer progressiv/alternativ metal. Under 2011 gavs albumet Hidden Treasures of Fuzz - The Anniversary of the Century ut, som även inkluderade deras EP:er "Desert Cruiser EP" från 2001 och "Heading for Gods Warhouse EP" från 2002. Deras musik har blivit beskriven som classic desert rock. Liknande andra band är Dozer, Skraeckoedlan, Fu Manchu och Kyuss.
I filmen Truckfighters: a Fuzzomentary av Joerg Steineck och Christian Maciejewski får man följa bandets medlemmar genom deras liv under och efter spelningar och turnéer.
Filmen gavs ut i december 2011 med bland annat en cameo av Josh Homme från Queens of the Stone Age. Filmen speglar med hjälp av en ironisk touch tre "normala" killar som på scenen transformeras till Fuzzmonster. Bandet har även medverkat på MTV Sweden i serien "Fuzz".
Truckfighters har under åren gjort många olika typer av turnéer, bland annat har de avverkat över 700 spelningar, allra flest i Europa men även i Nordamerika, Australien och Sydamerika. De har de senaste två åren[vilka år??] spelat på många stora festivaler såsom Wacken Open Air, Hellfest och Bråvalla festival.
År 2014 släpptes albumet Universe internationellt på Fuzzorama Records och under exklusiv licens till SonyMusic i Norden. 2016 släppte bandet albumet Live in London som spelades in på Islington Academy i Nov 2014, detta på en dubbel LP+CD i samma produkt. Den 30 oktober samma år släppte bandet också sitt femte studioalbum som fick namnet V .

## Musikvideon "Calm before the storm"
Den sjuttonde augusti, 2016, lades musikvideon till Truckfighters låt "Calm before the storm" upp på bandets musikförslags, Century Media Records, kanal på Youtube. Videon skildrar mordet på Lisa Holm, som under året 2015 var ett av Sveriges mest uppmärksammade brott, och möttes av kritik, då publiceringen av musikvideon ansågs ligga för nära inpå händelsen och därmed försvåra Lisa Holms familjs bearbetning av sorgen.
I en intervju med Aftonbladet bekräftade Truckfighters sångare, Oskar Cedermalm, att musikvideon handlar om mordet på Lisa Holm och besvarade kritiken med att bandet ville belysa kvinnors särskilda brottsutsatthet; att videon är ganska fiktiv, samt att han hoppades att Lisa Holms föräldrar kunde se saken "i ett större perspektiv."
Musikvideon börjar med en ung kvinna som anländer till sitt arbete som cafébiträde, och slutar med att två föräldrar får besked om att deras dotter tagits ifrån dem. Däremellan skildras ett sökpådrag med detaljer så som det rapporterats i samband med utredningen av mordet av Lisa Holm. Den unga kvinnan i musikvideon bär en namnskylt på arbetsplatsen, med förnamnet "Lisa".
Snart efter kritiken skrev Truckfighters på sin officiella Facebook-sida att de vill be Lisa Holms familj och närstående om ursäkt för den smärta som deras musikvideo kan ha skapat, och hoppas på förståelse om att deras intentioner var goda. Truckfighters har beslutat att alla intäkter från singeln "Calm before the storm" kommer att gå till Lisa Holms minnesfond.

## Medlemmar
Nuvarande medlemmar
- Ozo (Oskar Cedermalm) – basgitarr, sång (2001– )
- Dango  (Niklas Källgren) – gitarr (2001– )

### Tidigare medlemmar
- Enzo (Axel Larsson) – trummor (2014–2015)
- Poncho (Andre Kvarnström) – trummor (2013–2014)
- Mckenzo (Danne Mckenzie) – trummor (september–december 2012)
- Pezo (Oscar Johansson) – trummor (2011–2012)
- Frongo (Fredrik Larsson) – trummor (2010–2011)
- Pedro (Pär Hjulström) – trummor (2009–2010)
- Fredo (Winfred Kennerknecht) – gitarr (2003–2008)
- Paco (Andreas von Ahn) – trummor (2004–2008. Lämnade bandet på grund av kronisk värk i handlederna)[källa behövs]
- Franco (Fredrik Nilsson) – gitarr (stand-in)

## Diskografi

### Studioalbum
- 2005 – Gravity X
- 2007 – Phi
- 2009 – Mania[9]
- 2014 – Universe
- 2016 – V

### EP
- 2001 – Desert Cruiser
- 2002 – Heading for God's Warehouse
- 2013 – The Chairman

### Samlingsalbum
- 2011 – Hidden Treasures of Fuzz - The Anniversary of the Century! (2001-2011) (Desert Cruiser och Heading for God's Warehouse)
- 2013 – Truckfighters-Super 3LP (Gravity X och Phi)

### Annat
- 2003 – Fuzzsplit of the Century (delad album: Truckfighters / Firestone)
- 2004 – "Truckfighters do Square - Square do Truckfighters" (delad 7" vinyl med Square)
- 2014 – The Return of the Fuzzsplit Volume One (delad 12" vinyl med Witchrider)
- 2016 – Live in London